# Limenitis arthemis
Limenitis arthemis är en fjärilsart som beskrevs av Dru Drury 1773. Limenitis arthemis ingår i släktet Limenitis och familjen praktfjärilar. Inga underarter finns listade i Catalogue of Life.

## Bildgalleri

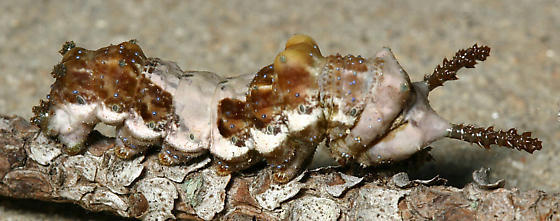
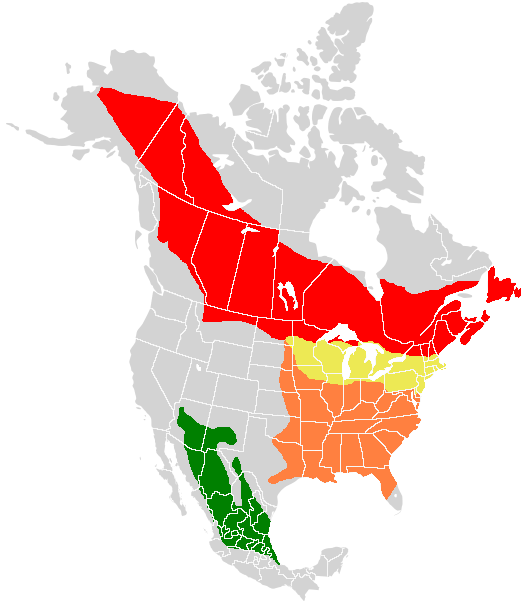
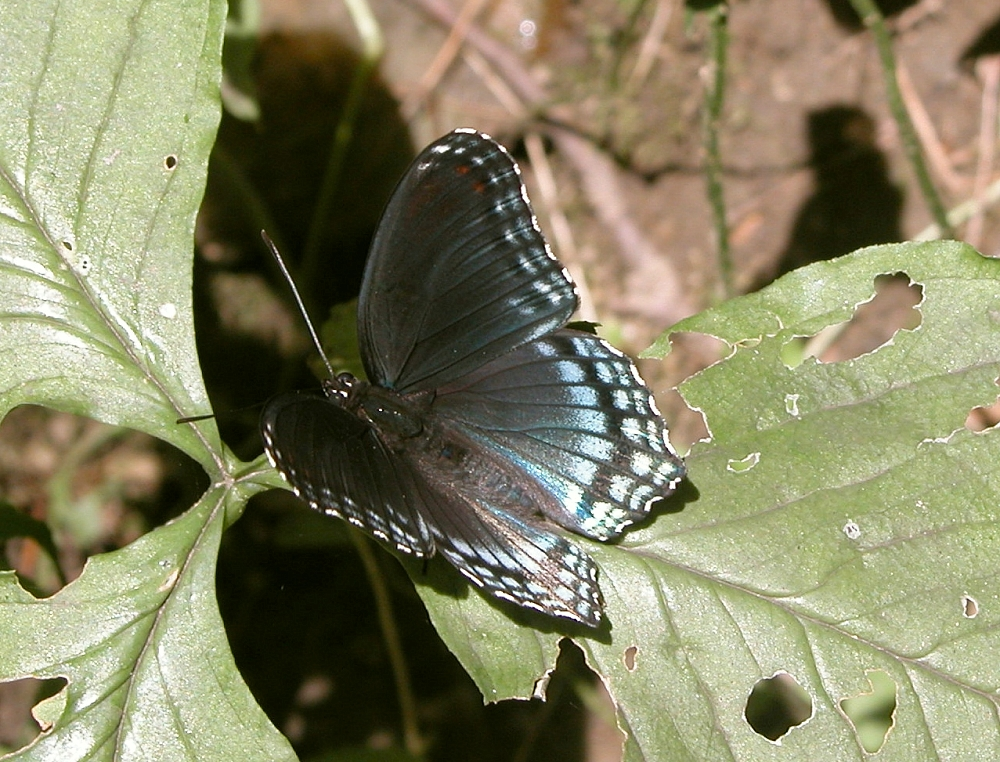
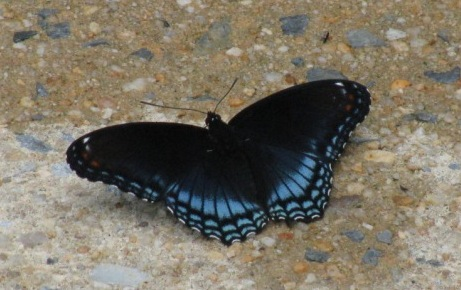
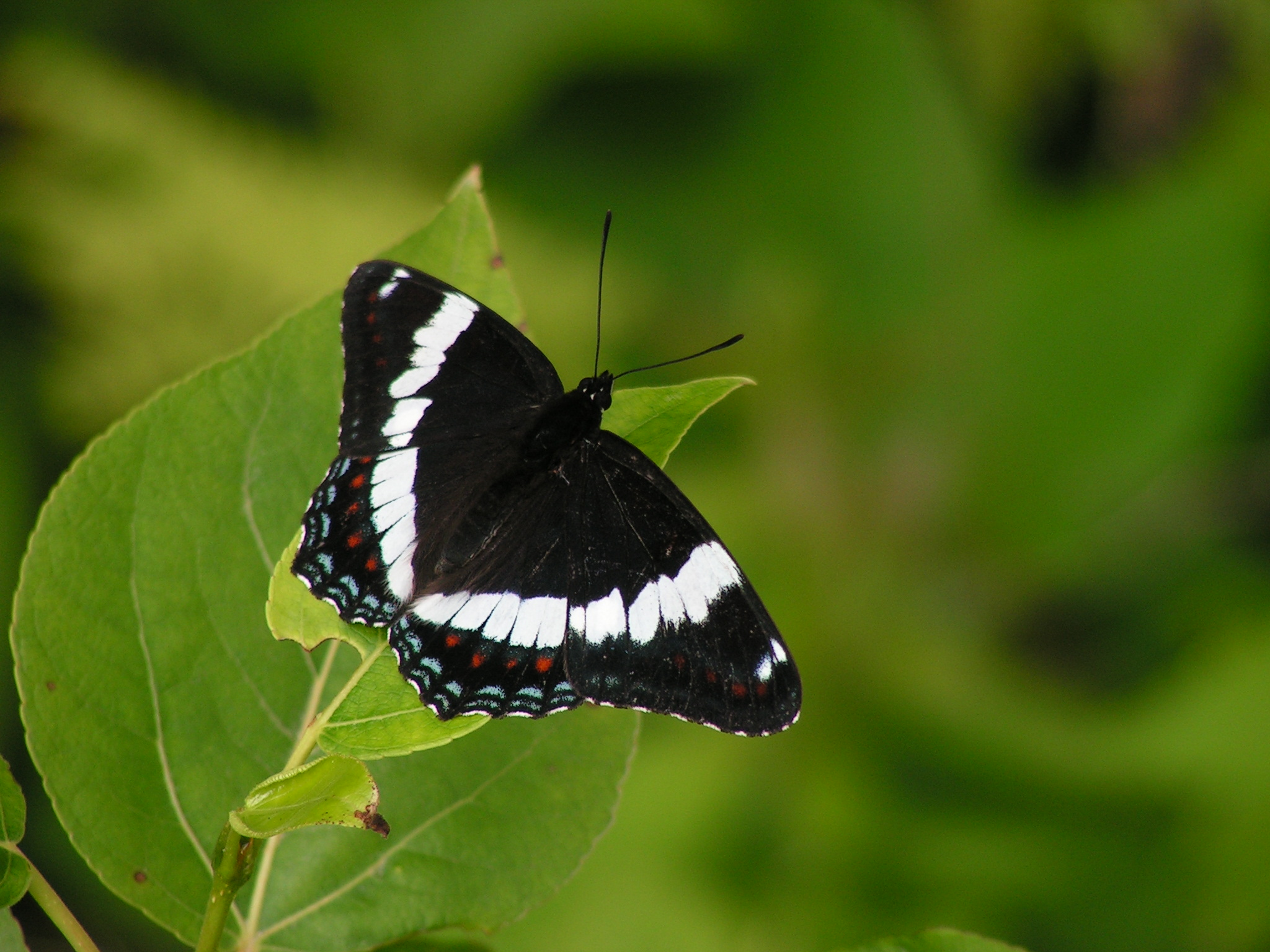
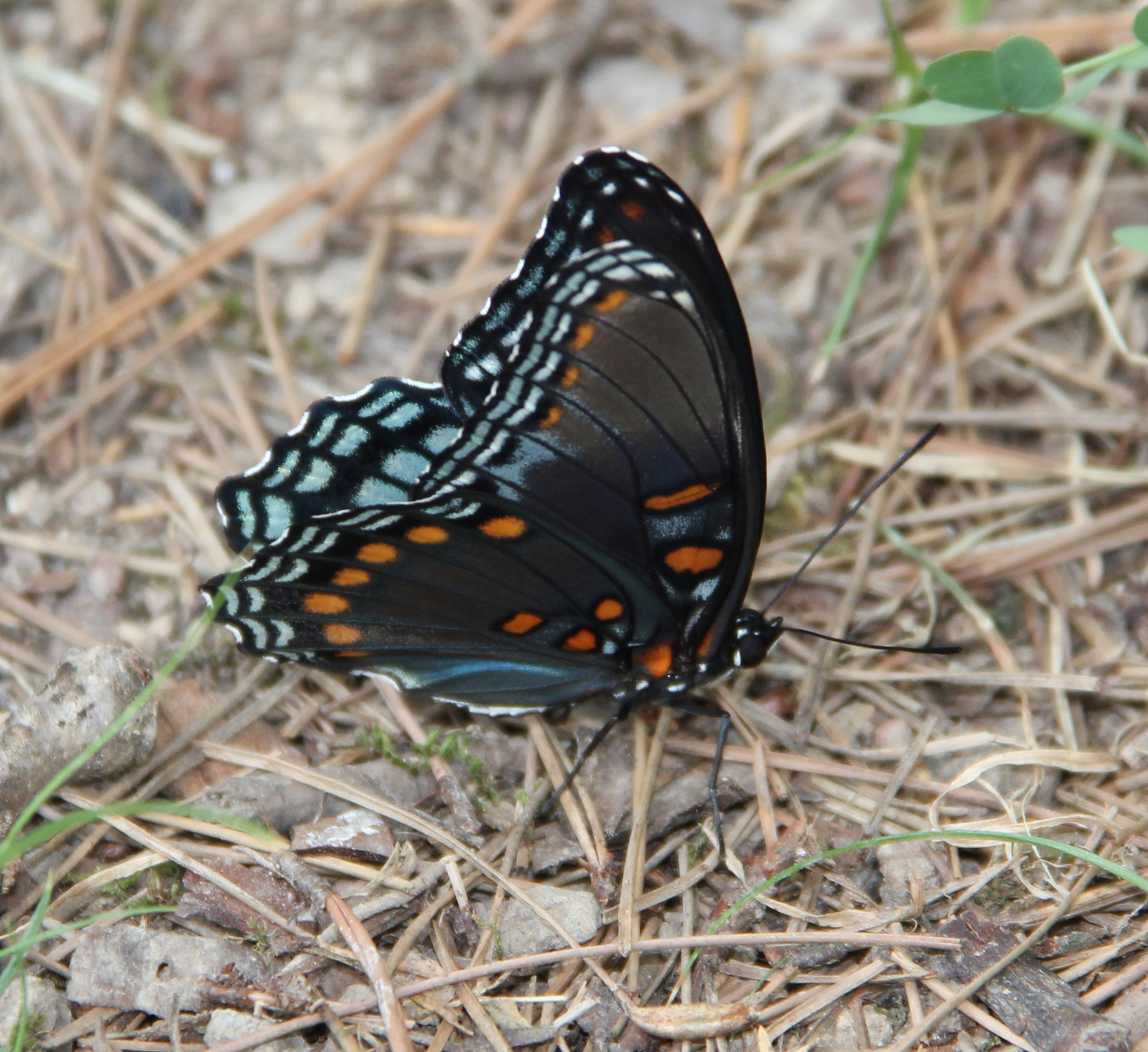